# بلانشارد (ويسكونسن)
بلانشارد (بالإنجليزية: Blanchard, Wisconsin)‏ هي بلدة تقع بولاية ويسكونسن في الولايات المتحدة. تبلغ مساحتها 45.4 (كم²)، وترتفع عن سطح البحر 282 م، بلغ عدد سكانها 300 نسمة في عام 2020 حسب إحصاء مكتب تعداد الولايات المتحدة وتصل الكثافة السكانية فيها 6.6 نسمة/كم2.

## وصلات خارجية
- The US50 - Cities and Towns in Wisconsin State
- Wisconsin Cities and Towns, Facts, Map, Flag, Colleges, Government, and More